# Brijest (Federacja Bośni i Hercegowiny)
Brijest – wieś w Bośni i Hercegowinie, w Federacji Bośni i Hercegowiny, w kantonie tuzlańskim, w gminie Teočak. W 2013 roku liczyła 5 mieszkańców, z czego większość stanowili Serbowie.